# Judge Harry Pregerson Interchange
Judge Harry Pregerson Interchange ist ein Autobahnkreuz in Los Angeles bei den Communitys Athens und Watts im US-Bundesstaat Kalifornien. Es handelt sich um die Kreuzung von Interstate 105 (Glenn M. Anderson Freeway) und Interstate 110 (Harbor Freeway).
Das Autobahnkreuz erlaubt dem Verkehr in vier Ebenen die Ein- und Ausfahrt in alle Richtungen wie zum Hollywood Split oder zum East Los Angeles Interchange und bietet auch high-occupancy vehicle lanes, Gleise der Green Line der Metro Los Angeles mitsamt einer Station, Busways oder den Harbor Transitway. Es wurde zusammen mit der Interstate 105 im Jahr 1993 eröffnet und wird vom California Department of Transportation unterhalten. Das Kreuz ist nach Harry Pregerson benannt, einem langjährigen Bundesrichter, der einem Gericht vorsaß, das über den Bau der Freeways zu entscheiden hatte.
Bekannt ist das Autobahnkreuz unter anderem aus den Filmen Speed und La La Land.

## Metro Los Angeles
Mittig auf der Judge Harry Pregerson Interchange befindet sich eine Umsteigehaltestelle zwischen der in Ost-West-Richtung im Mittelstreifen der I-105 verkehrenden Green Line der Stadtbahn und den auf dem I-110 verkehrenden Metroliner-Bussen der Silver Line.